# Samuel Besançon
Pour les articles homonymes, voir Besançon (homonymie).
Samuel Besançon, né le 15 novembre 1899 à Saint-Jean-d'Angély et mort le 17 mars 1969 à Paris, est un pasteur protestant français actif à Royan de 1939 à 1951.
Il est l'un des chefs de la Résistance royannaise.